# Mosley Music Group
Mosley Music Group est un label discographique américain fondé en 2006 par Tim « Timbaland » Mosley. Le label est exclusivement distribué par Interscope Geffen A&M jusqu'en 2014, année durant laquelle Timbaland conclut une nouvelle coentreprise avec L.A. Reid d'Epic Records qui est sous Sony Music Entertainment.
Les membres du label incluent notamment OneRepublic, Nelly Furtado, Keri Hilson, et Timbaland.

## Histoire
Mosley Music Group est fondé par Timbaland à l'arrêt de son ancien label, Beat Club Records. Le premier album publié par MMG, Loose de la chanteuse Nelly Furtado, est certifié disque de platine. Le deuxième album du label est également le deuxième album de Timbaland, Shock Value. Le troisième album publié par MMG, est le premier album de OneRepublic, Dreaming Out Loud le 20 novembre 2007, duquel est extrait le single Apologize en featuring avec Timbaland, qui atteint la deuxième place du Billboard Hot 100. En février 2008, SoundScan rapported que le  titre Apologize est l'une des deux seules chansons de l'histoire à s'être vendue à 3 millions d'unités sur Internet
Après dix ans chez Interscope Records, Timbaland change son contrat de distribution avec Epic Records en novembre 2014. La plupart des membres de Mosley Music Group verront leurs chansons publiées par Epic à l'exception de OneRepublic, qui restera chez Interscope.

## Artistes

### Artistes actuels
- Keri Hilson
- Nelly Furtado
- Timbaland
- D.O.E
- OneRepublic
- Sebastian
- Lil' Mo
- SoShy
- Lyrica Anderson

### Anciens artistes
- Izza Kizza
- Hayes[3]
- Omarion
- Soul Diggaz
- Chris Cornell
- D.O.E.
- SoShy

## Discographie
- 2006 : Loose - Nelly Furtado
- 2007 : Shock Value - Timbaland
- 2007 : Dreaming Out Loud - OneRepublic
- 2008 : In a Perfect World - Keri Hilson
- 2008 : Little Love - Timbaland & Magoo
- 2008 : Cruel Intentions - Sebastian
- 2008 : La en Mesour Meoir - Leslie
- 2008 : AC - Stevie Brock
- 2008 : Scream - Chris Cornell
- 2009 : Timbaland Presents Shock Value II